# Provokation
Provokation eller provocera (från latinets provocare, påkalla) innebär att medelst stimuli medvetet eller omedvetet utlösa ett visst beteende eller en viss reaktion hos någon eller något. Beteendet eller reaktionen avses eller anses ofta förevisa vissa egenskaper hos den eller det provocerade, som annars hade förblivit dolda eller förnekade, och vars förevisande är direkt eller indirekt fördelaktigt för provokatören. Handlingsmönstret, den enskilda handlingen och ibland stimulit kallas provokation. För att förstärka provokationen kan provokatören använda sig av en agent provocateur.

## Etymologi
Begreppet går tillbaka på en bestämmelse i den romerska rätten, där varje medborgare som dömts till döds- eller kroppsstraff hade rätt att överklaga till folksförsamlingen. Detta överklagande kallades provocatio. Betydelsen har med tiden kommit att bli en helt annan.

## Provokation i vardagslivet
Som provokation betraktas i vardagslivet beteenden som med hjälp av överdrifter, regelbrott och genom att avvika från det normala eller förväntade avser att locka fram reaktioner av olika slag. Det är alltså bland annat ett sätt att skaffa sig uppmärksamhet.
Det förekommer också att man för att angripa ett visst beteende, en person eller en företeelse påstår sig ha blivit provocerad; avsikten ligger då inte hos provokatören, utan hos den provocerade. Ofta fungerar påståendet som provokation av den som utpekas som provokatör. Provokation är alltså ett sätt att starta eller eskalera en konflikt.
Inte minst i arbetsrättsliga konflikter talas ofta mer eller mindre välgrundat om provokation. Arbetsgivare kan genom att anställa strejkbrytare samtidigt provocera strejkande arbetare och få nödvändigt arbete utfört, medan arbetarna å sin sida medvetet låter sig provoceras för att höja arbetsgivarens kostnader (moraliskt, politiskt och direkt) för att ersätta dem med strejkbrytare.
Provokation kan också användas på liknande sätt som vid konflikter för att avgränsa grupper eller individer och stärka eller definiera dessas
identitet och självuppfattning, vilket är vanligt i olika former av populär- och ungdomskultur, se till exempel punk.
En ytterligare användning av provokation är när man för att försvara sina egna handlingar i förhållande till någon eller något påstår sig ha blivit provocerad. Ofta bedöms provocerade handlingar lindrigare än oprovocerade, såväl moraliskt som juridiskt. Extremfallet utgör här nödvärnsrätten.
Inom psykologin förekommer det att man genom provokation försöker locka fram det beteende man avser att studera. Även själva förmågan att låta sig provoceras är förstås ett psykologiskt fenomen.
Ett område där provokation används med den omvända avsikten att förbättra eller roa den provocerade är konsten. All konst är genom sitt imperativ att ge intryck eller förorsaka reaktioner i någon mån provokativ, men vissa former av modern konst spelar ofta direkt med publikens fascination av sin egen reaktion på ofta groteskt överdrivna provokationer. Exempel på sådan konst finns inom happening, performance och vissa former av modern teater.

## Provokation inom rättsväsendet
Bevisprovokation och brottsprovokation är kontroversiella sätt för polis eller andra myndigheter att bevisa brott. I olika länder råder olika uppfattning om hur höga krav man skall ställa på en person att inte låta sig lockas till brott och om hur långt myndigheter får gå i detta avseende.

## Folkrättslig provokation
Regeringar eller arméer kan provocera varandra eller använda föregivna provokationer som ursäkt för aggressiva handlingar, se folkrätt.

## Medicinsk provokation
Inom medicinen menar man med provokation när man diagnostiskt med bestämda stimuli avser att utlösa förväntade symtom på en sjukdom, som man misstänker hos patienten. Exempel på detta är provokationer inom allergidiagnostiken och fotostimulation inom neurologin.